# Baranja (županija)
Županija Baranja (madžarsko Baranya vármegye, hrvaško Baranjska županija) je županija na jugu Madžarske. Upravno središče županije je Pécs.
Županija pokriva večji del pokrajine Baranje, ki je razdeljena med Madžarsko in Hrvaško (Osiješko-baranjska županija).

### Mestna okrožja
- Pécs  (sedež županije)

### Mesta in večji kraji
(po številu prebivalcev)
- Komló (27.462)
- Mohács (19.085)
- Szigetvár (11.492)
- Siklós (10.384)
- Szentlőrinc (7.265)
- Pécsvárad (4.104)
- Kozármisleny (4.058)
- Bóly (3.715)
- Sásd (3.570)
- Harkány (3.519)
- Sellye (3.248)
- Villány (2.793)